# Козолето
Козолето је насеље у Италији у округу Ређо ди Калабрија, региону Калабрија.
Према процени из 2011. у насељу је живело 399 становника. Насеље се налази на надморској висини од 440 м.

## Становништво
| 1951. | 1961. | 1971. | 1981. | 1991. | 2001. | 2011. |
| ----- | ----- | ----- | ----- | ----- | ----- | ----- |
| 2.603 | 1.984 | 1.724 | 1.382 | 1.154 | 976   | 916   |